# Katrin Volk
Katrin Volk (* 27. September 1998) ist eine deutsche Ruderin.

## Karriere
Volk gewann zusammen mit Sophia Krause die Silbermedaille bei den U23-Weltmeisterschaften 2018 im Leichtgewichts-Doppelzweier. 2019 gewann sie im Leichtgewichts-Doppelvierer die Silbermedaille bei den U23-Weltmeisterschaften . Bei den Europameisterschaften 2020 gewann sie mit Elisabeth Mainz, Marion Reichardt und Cosima Clotten die Silbermedaille im Leichtgewichts-Doppelvierer hinter dem Boot aus Italien.

## Internationale Erfolge
- 2018: Silbermedaille U23-Weltmeisterschaften im Leichtgewichts-Doppelzweier
- 2019: Silbermedaille U23-Weltmeisterschaften im Leichtgewichts-Doppelvierer
- 2020: Silbermedaille Europameisterschaften im Leichtgewichts-Doppelvierer